# Diana Coloma
Diana Coloma (Santo Domingo, Ecuador, 1993) es una política ecuatoriana, conocida por ser la primera concejala con discapacidad visual del Ecuador.

## Biografía
Diana Coloma nació en Santo Domingo, Ecuador, y es conocida por su lucha contra el maltrato a la mujer, por los derechos de las personas con discapacidad, y su lucha por la Universidad Pública para Santo Domingo de los Colorados, su Ciudad natal. Se dedicó al modelaje, e instrucción de baile hasta que a la edad de 19 años perdió la visión debido a una mala práctica médica durante una cirugía. Esto la llevó a la depresión, pues pensó que no llegaría a cumplir sus sueños e intentó suicidarse, hasta que entendió que debía luchar y que su discapacidad no era un impedimento para cumplir sus metas.

### Política
En 2017 fue candidata a la Asamblea Nacional por el movimiento Centro Democrático Nacional, siendo la segunda en la lista, sin embargo el voto en plancha no la favoreció. Desde ese momento se dedicó más aún a fortalecer su trabajo social, siendo parte de organizaciones sociales y demás frentes de mujeres y jóvenes. A inicios del 2018 junto a varios jóvenes conforman la Organización Social de derecho FUERZA JUVENIL, con la que continúa  impulsando la creación de una universidad estatal para la provincia.
En 2018 fue elegida como Reina del Carnaval en Santo Domingo.
En 2019 ganó la concejalía de la provincia, convirtiéndose en la primera concejala con discapacidad visual del Ecuador. Desde su primer día en el cargo, debido a su discapacidad, se le complicó realizar funciones al no estar las oficinas capacitadas para personas discapacitadas, siendo ayudada por un miembro del lugar. Por lo que manifestó que Santo Domingo no es una ciudad inclusiva con la gente discapacitada y tomo acciones para que el ascensor, que sólo está disponible para los funcionarios, también sean ocupados por los usuarios, además de realizar rampas para gente con movilidad reducida.